# جاستن ماري جولي
جاستن ماري جولي (بالفرنسية: Justin Marie Jolly)‏ هو بروفيسور وطبيب فرنسي، ولد في 6 أغسطس 1870 في مولن في فرنسا، وتوفي في 1 فبراير 1953 في باريس في فرنسا.